# Patricia Wettig
Patricia Wettig (Cincinnati, 4 de dezembro de 1951) é uma atriz norte-americana premiada com o Emmy e o Globo de Ouro pelo seu papel na série Thirtysomething. Atuou na série Alias, Prison Break e integrava o elenco regular do drama Brothers & Sisters.